# Machaerotypus subinermis
Machaerotypus subinermis är en insektsart som beskrevs av Lindberg 1927. Machaerotypus subinermis ingår i släktet Machaerotypus och familjen hornstritar. Inga underarter finns listade i Catalogue of Life.